# Пятёрка Ларионова

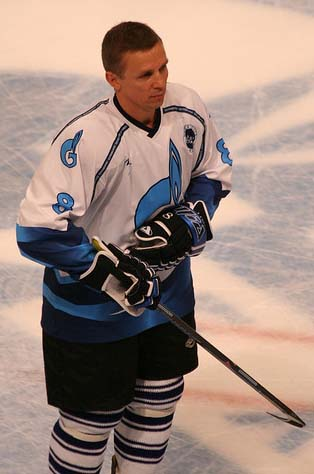
Игорь Ларионов

Пятёрка Ларио́нова — первая пятёрка сборной СССР по хоккею с шайбой и клуба ЦСКА 1980-х годов. В неё входили Владимир Крутов, Игорь Ларионов, Сергей Макаров — нападающие, а также Вячеслав Фетисов и Алексей Касатонов — защитники.
На Западе пятёрка Ларионова получила прозвища «Зелёная пятёрка» (англ. The Green Line, из-за того, что на тренировках играли в зелёных свитерах) и «КЛМ» (англ. KLM line) по первым буквам фамилий нападающих.
В 1990-х годах Ларионов и Фетисов стали частью другой известной пятёрки, «Русской», уже в составе «Детройт Ред Уингз».

## История создания
В советском хоккее существовала долгая традиция создавать и сплачивать звенья и тройки хоккеистов. В 1940-е и 1950-е годы такой тройкой были Евгений Бабич, Всеволод Бобров и Виктор Шувалов, в 1960-е — Константин Локтев, Александр Альметов и Вениамин Александров; Борис Майоров, Вячеслав Старшинов и Евгений Майоров; Владимир Викулов, Виктор Полупанов и Анатолий Фирсов, в 1970-е — Борис Михайлов, Валерий Харламов и Владимир Петров, на смену которым пришла пятёрка Ларионова.
Тренер сборной СССР и клуба ЦСКА Виктор Тихонов начал составлять тройку нападающих, сначала заметив талантливого нападающего Сергея Макарова в челябинском «Тракторе» и переведя его в ЦСКА.
Владимир Крутов, мощный левый нападающий, был обнаружен Валерием Харламовым. Крутов — воспитанник школы ЦСКА.
Игорь Ларионов, воспитанник школы воскресенского «Химика», обнаруженный Николаем Эпштейном, присоединился к ним позднее.

## Спортивные достижения
Пятёрка Ларионова в своем традиционном составе начала выступать на Кубке Канады 1981 года, когда всем им было по 21-23 года. На этом турнире они набрали 22 очка (11+11) в 7 играх и стали ключевой пятёркой сборной. В этот год сборная выиграла Кубок Канады, обыграв сборную Канады в финале со счётом 8:1.
На Кубке Канады 1984 года пятёрка вновь играла ведущую роль в сборной, набрав 18 очков (10+8) в 6 играх, но СССР уступил Канаде в полуфинале в овертайме 2:3.
В драматичном финале Кубка Канады 1987 года сборная СССР уступила хозяевам турнира по сумме трёх матчей (6:5, 5:6, 5:6). Звено Ларионова противостояло сильнейшей тройке сборной Канады Мишель Гуле — Уэйн Гретцки — Марио Лемьё.
Алексей Касатонов сказал об этом звене: «У нас было одно правило — если кто-то из команды противника трогал кого-то из нас, он становился врагом всех пятерых».
В конце 1980-х Тихонов начал готовить на смену тройке Макаров — Ларионов — Крутов новое звено — Могильный — Фёдоров — Буре, которое, впрочем, просуществовало недолго из-за отъезда всех троих хоккеистов в НХЛ.